# Erich Harnack
Erich Harnack (Dorpat, 10 ottobre 1852 – Halle an der Saale, 24 aprile 1915) è stato un farmacologo tedesco.

## Biografia
Dal 1869 studiò medicina presso l'Università di Dorpat, ricevendo il suo dottorato nel 1873 con la tesi di laurea Zur Pathogenese und Therapie des Diabetes mellitus ("Patogenesi e terapia per il diabete mellito"). Dal 1873 lavorò come assistente presso l'istituto di farmacologia dell'Università di Strasburgo e nel 1877 ottenne la sua abilitazione. Nel 1880 divenne professore associato di farmacologia e chimica fisiologica all'Università di Halle, dove nel 1889 ottenne una cattedra a pieni voti. Nel 1891 fondò un istituto di farmacologia all'università. È ricordato per i suoi studi farmacologici sulla fisostigmina e apomorfina.
Figlio del teologo Theodosius Harnack e il fratello del teologo Adolf von Harnack, del matematico Carl Gustav Axel Harnack e dello storico letterario Otto Harnack.

## Opere principali
- Die Bedeutung pharmakologischer Thatsachen für die Physiologie des Froschherzens, 1881.
- Lehrbuch der Arzneimittellehre und Arzneiverordnungslehre, 1883 (basato su Lehrbuch der Arzneimittellehre di Rudolf Buchheim).
- Die Hauptthatsachen der Chemie, 1887.
- Die Dosen unserer officinellen und neu eingeführten Arzneimittel, 1890.
- Die Bibel und die alkoholischen Getränke, 1894.
- Vergiftungen durch Metalle, Metalloide, Kohlenstoffverbindungen, Pflanzenstoffe, 1901.
- Ueber die Vergiftung durch Speisekartoffeln, 1904.
- Tierschutz und Vivisektion, 1906.
- Studien über Hautelektrizität und Hautmagnetismus des Menschen, 1905.
- Das Gift in der dramatischen Dichtung und in der antiken Literatur, 1908.
- Pharmakologisches und Therapeutisches über die Maxquelle, die Arsenquelle des Bades Dürkheim, 1912.
- Die gerichtliche Medizin, 1914.
- Arbeiten über das Physostignum und Calabarin (con L. Witkowski).[4]